# Pavel Badea
Pavel Badea (n. 10 iunie 1967, Craiova, România) este un fotbalist român retras din activitate, care și-a petrecut o mare parte din cariera sa de fotbalist la echipa Universitatea Craiova, echipă al cărei antrenor a fost în sezonul 2003-2004 al Diviziei A pentru 7 etape.

## Titluri
- Ca jucător:

| Sezon   | Club                  | Titlu         |
| ------- | --------------------- | ------------- |
| 1990-91 | Universitatea Craiova | Divizia A     |
| 1990-91 | Universitatea Craiova | Cupa României |